# Prača
Prača är ett vattendrag i Bosnien och Hercegovina. Det ligger i den sydöstra delen av landet, 60 km öster om huvudstaden Sarajevo.
I omgivningarna runt Prača växer i huvudsak lövfällande lövskog. Runt Prača är det ganska tätbefolkat, med 67 invånare per kvadratkilometer.